# Uruguay Conference 2022
El Uruguay Conference de 2022 fue un torneo de rugby de selecciones masculinas de América.
El torneo se disputó íntegramente en el Estadio Charrúa de Montevideo, Uruguay entre el 13 y 23 de octubre.

## Equipos participantes
- Argentina XV
- Uruguay XV
- USA Select XV

## Desarrollo
| Pos. | Equipo        | Encuentros | Encuentros | Encuentros | Encuentros | Tantos  | Tantos    | Tantos     | Puntos |
| Pos. | Equipo        | jugados    | ganados    | empatados  | perdidos   | a favor | en contra | diferencia | Puntos |
| ---- | ------------- | ---------- | ---------- | ---------- | ---------- | ------- | --------- | ---------- | ------ |
| 1    | Argentina XV  | 2          | 1          | 1          | 0          | 107     | 47        | +60        | 7      |
| 2    | Uruguay XV    | 2          | 1          | 1          | 0          | 76      | 53        | +23        | 7      |
| 3    | USA Select XV | 2          | 0          | 0          | 2          | 48      | 131       | -83        | 1      |

Nota: Se otorgan 4 puntos al equipo que gane un partido, 2 al que empate y 0 al que pierda
Puntos Bonus: 1 punto por marcar 3 tries o más de diferencia que el rival (BO) y 1 al equipo que pierda por no más de 7 tantos de diferencia (BD).

## Resultados
| 13 de octubre | Uruguay XV | 50 - 27 | USA Select XV |  |  |

| 18 de octubre | Argentina XV | 81 - 21 | USA Select XV |  |  |

| 23 de octubre | Uruguay XV | 26 - 26 | Argentina XV |  |  |

| Bandera de Argentina |
| Campeón Argentina XV |
| Primer título        |